# Unterseeboot 853
Le Unterseeboot 853 (ou U-853) est un sous-marin du type IXC/40 utilisé par la Kriegsmarine pendant la Seconde Guerre mondiale.
Il a été commandé le 21 août 1942 au chantier naval AG Weser de Brême, et réceptionné le 25 juin 1943 par le Kapitänleutnant Helmut Sommer.
Surnommé par son équipage der Seiltänzer (« marche sur la corde raide »), le U-853 possède comme emblème un bouclier jaune avec un cheval rouge.
Désobéissant à l'ordre de reddition, il est coulé en mai 1945. Son épave repose au large de Block Island.

## Historique

### Opérations dans l'Atlantique nord

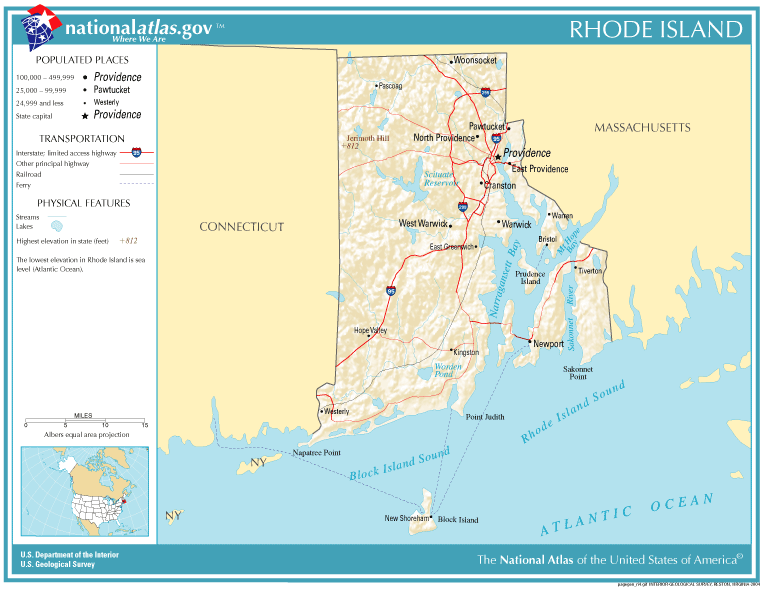
Rhode-Island

Le 25 mai 1944, l'U-853 repère le Queen Mary, chargé de troupes américaines et de fournitures. Pour préparer son attaque aux torpilles, il fait surface ; il est attaqué par les avions Fairey Swordfish des porte-avions MV Ancylus (en) et MV Empire MacKendrick (en). Le sous-marin n'a que peu de dommages ; en ripostant, il touche trois appareils. Ces derniers appontent. Hors d'usage, l'un d'entre eux est rejeté par-dessus bord.
Le porte-avions d'escorte USS Croatan (CVE-14) repère et coule l'U-488 et l'U-490. L'U-853, plus difficile à repérer, est  surnommé « Moby Dick » par l'équipage de l'USS Croatan.
Le 17 juin, après dix jours de chasse, le système de détection des sous-marins repère un bulletin météorologique émis par l'U-853 distant seulement de 30 kilomètres. Deux avions FM-1 Wildcat bombardent le sous-marin, tuant deux membres de l'équipage (le Bootsmann Kurt Schweichler et le Maschinengefreiter Karl-Heinz Löffler) et en blesse douze autres. Le commandant Helmut Sommer (uk), malgré une trentaine de blessures provoquées par des éclats d'obus, donne l'ordre de plonger, évitant ainsi la destruction du submersible par les bombardiers alliés.
L'U-853 est chassé pendant trois semaines et l'Oberleutnant Helmut Frömsdorf prend le commandement du sous-marin le 18 juin, pour retourner à Lorient.
Du fait du grand nombre de sous-mariniers blessés par cette attaque, l'équipage devient inapte au service. Le 10 juillet, le Commandant Helmut Sommer est  officiellement remplacé par l'Oberleutnant Otto Wermuth. Après être resté à quai jusqu'au 27 août, le korvettenkapitän Günter Kuhnke, commandant de la 10e flottille, prend le commandement pour se rendre à Flensburg et arrive à bon port le 14 octobre.
Le 23 avril 1945, l'U-853 coule l'USS Eagle (PE-56), qui a pour mission le remorquage de cibles d'entraînement de bombardiers en piqué de la Marine, au large des côtes du Maine.
Le 5 mai 1945, le commandant en chef de la flotte sous-marine (Befehlshaber der Unterseeboote) Karl Dönitz ordonne à tous les sous-marins de cesser les opérations offensives et de retourner à leurs bases respectives, en les félicitant : « Vous avez combattu comme des lions ! ».

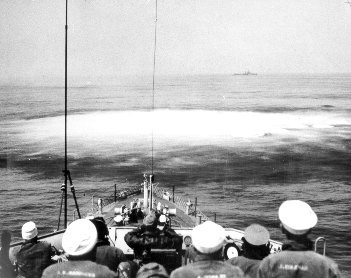
Tir de mortier sous-marin (Hérisson) depuis la frégate de la United States Coast Guard Moberly contre le U-853.

L'U-853, en attente au large de la pointe Judith, près de Rhode Island, n'obéit pas à cet ordre pour des raisons inconnues. L'une de ses torpilles frappe le SS Black Point, un navire marchand qui se rend à Boston. En quinze minutes, le Black Point coule par 95 pieds de fond. Il est le dernier navire marchand battant pavillon américain coulé pendant la Seconde Guerre mondiale. Douze hommes périssent et trente-quatre marins sont secourus par le SS Kamen, qui fait rapport du torpillage. La marine américaine organise une chasse et forme un groupe comprenant quatre navires de guerre :
- USS Ericsson (DD-440), de la Marine,
- USS Amick (DE-168), de la Marine,
- USS Atherton (DE-169), de la Marine,
- USS Moberly (PF-63), des garde-côtes.

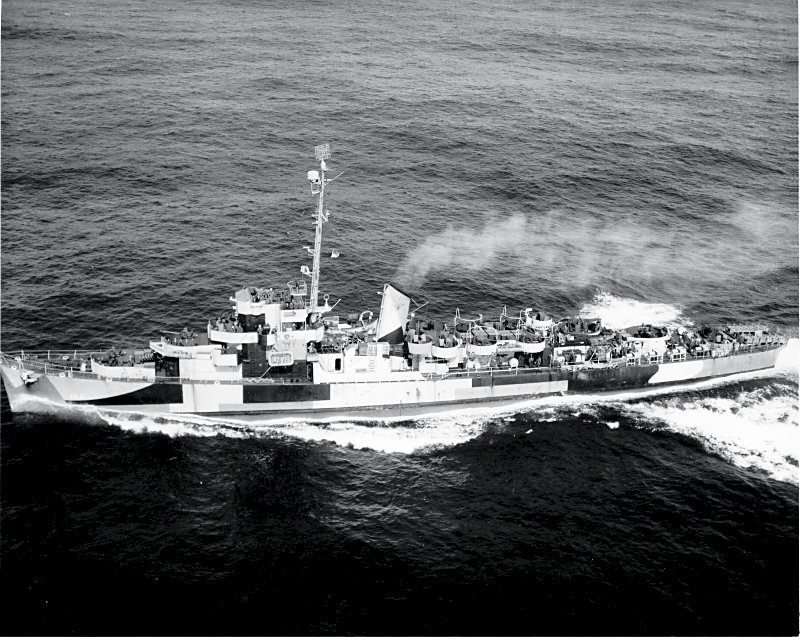
Le USS Atherton le 8 mai 1945. En 2013 il est dans la marine des Philippines, le dernier destroyer de la Seconde Guerre mondiale en service dans le monde.

Le groupe de chasse repère l'U-853 par 33 mètres de fond, largue des grenades sous-marines et des projectiles de obus de mortier sous-marin pendant seize heures. Le sous-marin tente de fuir en lâchant des nappes de mazout et quelques vêtements, puis s'immobilise pour se camoufler. Repéré à nouveau par les sonars, le 6 mai 1945, deux dirigeables de Lakehurst, New Jersey, K16 et K-58 se joignent à l'attaque, larguant des bouées fumigènes à l'emplacement des nappes de mazout et tirant des roquettes. Après les attaques des navires américains USS Atherton (DE-169) et USS Moberly (PF-63), les marins alliés voient des planches, des gilets de sauvetage, des fragments de la table de navigation, des vêtements, y compris une casquette d'officier, flotter, indiquant la destruction totale du sous-marin avec cinquant-cinq sous-mariniers. Il est l'avant-dernier sous-marin allemand coulé pendant la Seconde Guerre mondiale. Et le dernier coulé par la marine américaine.
L'épave de l'U-853 est située à sept milles nautiques à l'est de Block Island, à 130 pieds (40 m) de profondeur.
Des plongeurs visitent pour la première fois l'épave en 1953. En 1968, avec la permission du gouvernement allemand, une équipe de plongeurs explore l'épave du U-853 et en remonte un canon antiaérien de 20 mm qui est offert au Delaware Technical & Community College (en), où il est oublié, disparaissant sous la végétation. En avril 2004, le canon est donné au Fort Miles Historical Association. Cette pièce d'artillerie est à présent en excellent état.

## Affectations successives
- 4. Unterseebootsflottille du 25 juin 1943 au 31 mars 1944
- 10. Unterseebootsflottille du 1er avril 1944 au 1er octobre 1944
- 33. Unterseebootsflottille du 1er octobre 1944 au 6 mai 1945

## Commandants
- 25 juin 1943 au 9 juillet 1944 : Kapitänleutnant : Helmut Sommer (uk)
- 18 juin 1944 au 9 juillet 1944 - Oberleutnant : Helmut Frömsdorf (pt)
- 10 juillet 1944 au 31 août 1944 - Oberleutnant : Otto Wermuth
- 24 août 1944 au 15 octobre 1944 -korvettenkapitän : Günter Kuhnke (en)
- 1er septembre 1944 au 6 mai 1945 - Oberleutnant : Helmut Frömsdorf (pt)[3]

## Sources
- (en) Cet article est partiellement ou en totalité issu de l’article de Wikipédia en anglais intitulé « German submarine U-853 » (voir la liste des auteurs).

1. ↑  gazette !!!.
2. ↑  Les dirigeables de la classe K sont les plus courants utilisés par l'US Navy pour la surveillance des côtes américaines. D'une longueur de 251 pieds et d'un volume de 12 035 mètres cubes d'hélium, ils sont propulsés à 65 milles/heure par 2 moteurs de 600 chevaux. Ils sont armés d'une mitrailleuse de 12,7 mm et de 600 kg de bombes ou grenades sous-marines. Leur équipage est de 9 aviateurs (Source : History of US Naval Operations in WW2, vol 15, page 114).
3. ↑  uboat.net - Boats - U-853.